# Hillsong São Paulo
Hillsong São Paulo é uma igreja evangélica da Hillsong, localizada na cidade de São Paulo, Brasil. A Hillsong também possui igrejas em Sydney, Londres, Cidade do Cabo, Estocolmo, Nova York, Buenos Aires, entre outras.
Segundo o pastor sênior da Hillsong Church, Brian Houston, a inauguração da igreja no Brasil será um grande avanço. O pastor também apontou que a língua portuguesa, falada no Brasil, é uma das mais importantes do mundo e é uma grande conquista abrir a igreja Hillsong na cidade que é o coração da América Latina. Chris e Lucy Mendez são os pastores responsáveis pela abertura da igreja nas duas maiores cidades da América do Sul, Hillsong Buenos Aires e Hillsong São Paulo.
Os pastores Chris e Lucy Mendez são os responsáveis pela abertura da igreja nas duas maiores cidades da América do Sul situadas em Buenos Aires e São Paulo.

## A igreja
O primeiro culto oficial da Igreja Hillsong São Paulo, realizado em 31 de maio de 2016, lotou o Audio Club, uma sala de concertos localizada no bairro Barra Funda que possui capacidade para 3,2 mil pessoas em pé ou mil sentadas. Recentemente, a igreja passou a se reunir no auditório Villaggio JK, localizado na Vila Olímpia, próximo ao centro de São Paulo.
No dia 23 de outubro de 2022 houve a abertura de um novo campus na Zona Leste da cidade, na Arena Tatuapé Shows.